# 鳥取平野
鳥取平野（とっとりへいや）は、鳥取県鳥取市北部を占める平野。

## 地形
鳥取平野は、中国山地の沖ノ山に源流を発する千代川によって形成された沖積平野である。西は箕上山、衣笠山、東は稲葉山などに囲まれ、千代川河口部の谷状の地域を占める。
千代川の河口には、日本最大の砂丘である鳥取砂丘が広がっている。また、千代川の西岸には日本最大の池である湖山池がある。

## 歴史
山裾部や湖山池周辺の低地から縄文時代以降の遺跡が発見されており、比較的古くから人が住んでいたことがわかる。
歴史的には近代に至るまで千代川の氾濫による洪水被害が多かったが、用水路の整備や河川の付け替え工事等の治水努力がなされたことにより、解消された。

## 気候
いわゆる日本海側気候であり、冬季を中心として降雨／降雪が多い。